# Ramsey Abbey

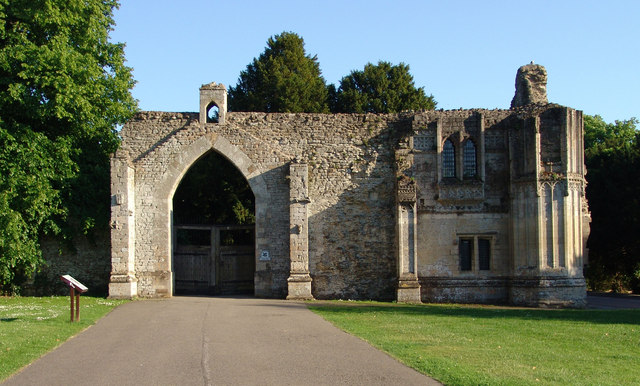
Ramsey Abbey, Reste des Torhauses

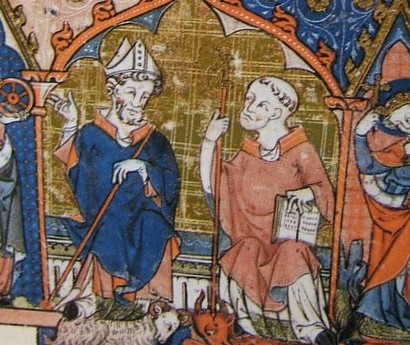
Oswald von York und Eadnoth von Ramsey, Darstellung im Ramsey-Psalter (um 1300)

Die Ramsey Abbey in Ramsey, Cambridgeshire, war eine der ältesten und bedeutendsten Benediktinerabteien im vorreformatorischen England; sie bestand von 969 bis 1537 und trug das Patrozinium der Gottesmutter Maria und des hl. Benedikt. Heute sind von den Gebäuden nur noch geringe Reste vorhanden; die zum ehemaligen Klosterkomplex gehörende Pfarrkirche ist jedoch als Grade-I-Bauwerk eingestuft.

## Geschichte

### Mittelalter
Æthelwine, Ealdorman von East Anglia, gründete und dotierte das Kloster im Jahr 969 auf einer Insel (Ram’s eie – „Schafbock-Insel“) im damaligen Marsch- und Sumpfgebiet um die Mündung des Great Ouse. Unterstützt wurde er dabei von Bischof Oswald von York († 992). Erster Abt wurde Æthelwines Neffe Eadnoth. Er ließ einen hölzernen Verbindungssteg von der Marschinsel zum Geestland und eine Klosteranlage bauen. Die ersten zwölf Mönche kamen aus der Westbury Priory im heutigen Stadtgebiet von Bristol. Die Klosterkirche wurde erstmals im Jahr 974 und nach Turmeinsturz und Neubau 991 erneut von Bischof Oswald geweiht. 
In den Jahren zwischen 985 und 987 hielt sich der bedeutende Gelehrte Abbo in Ramsey auf, bevor er Abt seines Heimatklosters Fleury wurde. Er begründete die Klosterschule von Ramsey. Im Jahr 1001 kamen Reliquien des hl. Ivo und 25 Jahre später, unter Knut dem Großen, Reliquien des hl. Felix nach Ramsey. Sie machten die Abtei zu einem vielbesuchten Wallfahrtsort.
Im Jahr 1110 gewährte Heinrich I. Ramsey das Privileg einer jährlichen Handelsmesse. Eine neue, größere Abteikirche im romanischen Stil wurde 1123 geweiht. Im Zuge des Bürgerkriegs von 1135 bis 1154 nutzte Geoffrey de Mandeville die Abtei als Festung, was zu ihrer blutigen Eroberung und Zerstörung im Jahr 1143 führte.
Nach dem Wiederaufbau folgte eine neue Blütezeit, von der der Ramsey-Psalter das bedeutendste Zeugnis ist. In den 1230er Jahren wurde die ehemalige Klosterherberge zur Pfarrkirche der gewachsenen Ortschaft umgebaut und dem heiligen Thomas Becket geweiht. Die Blütezeit endete mit der Pestepidemie von 1349. Im 15. Jahrhundert wurde die Ziegelproduktion zur wirtschaftlichen Hauptbasis des Klosters. 1475 entstand das Torhaus.
Der Abt von Ramsey hatte einen Sitz im Oberhaus des Parlaments und nahm dort unter den Äbten nach Glastonbury und St. Alban’s den dritten Rang ein.

### Reformation
Im Rahmen der von Heinrich VIII. (England) Auflösung der englischen Klöster wurde die Abtei 1537 aufgehoben. Der letzte Abt John Wardeboys stimmte der Auflösung zu und erhielt vom König eine großzügige Pension als Abfindung. Eigentümer der Klosteranlage wurde Richard Cromwell (1502–1545). Damit begann die Abtragung der Gebäude und der Verkauf der Steine als Baumaterial u. a. für das Trinity College in Cambridge. Im Jahr 1558 baute die Familie Cromwell die Reste des Konventsgebäudes zu einem Wohnhaus um; dort nahm Oliver Cromwell ab 1627 seinen Wohnsitz.

### 18. bis 20. Jahrhundert

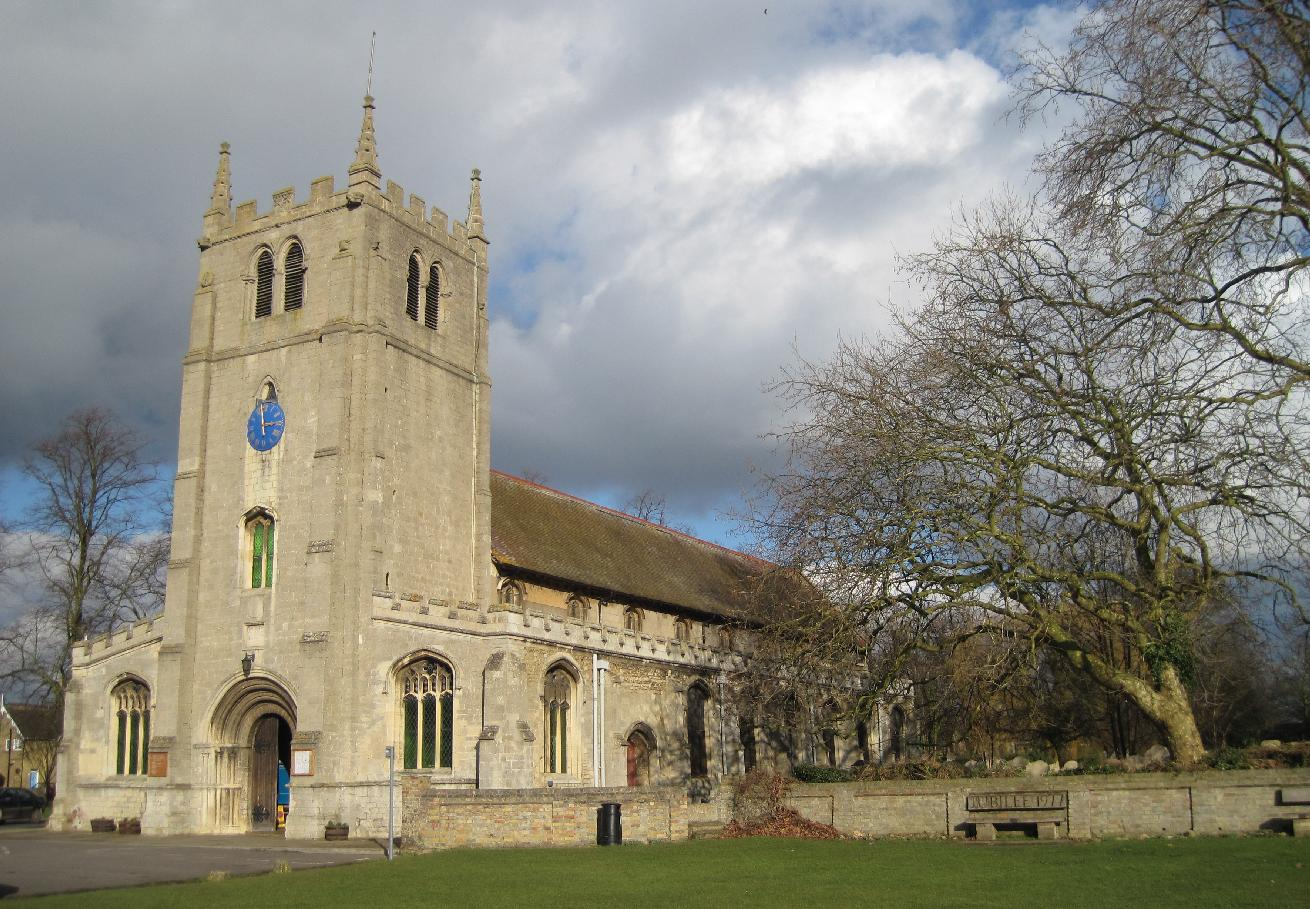
Pfarrkirche St Thomas Becket

Im 18. Jahrhundert ging die Anlage in den Besitz der Familie Coulson Fellowes über, die danach den Titel Barone de Ramsey erhielt. Sie bauten das Ensemble im 19. Jahrhundert im Geist der Historismus aus. 1931 wurde das Wohnhaus zum Schulgebäude. Das Torhaus wurde dem National Trust übergeben.

## Architektur
Die Kirche und die angrenzenden Klostergebäude haben die Reformationszeit nicht überlebt; lediglich vom ehemaligen Torhaus stehen noch einige Gebäudereste. Die demontierten Steine wurden bei repräsentativen Bauten in der Umgebung wiederverwendet. Das College und die als Grade-I-Bauwerk eingestufte Pfarrkirche St Thomas Becket sind die einzigen Reste der Klosteranlage.